# 3月24日
3月24日是公历一年中的第83天（闰年第84天），离全年的结束还有282天。			

## 大事记

### 20世紀以前
- 1185年：源平合戰中，為追擊在屋島之戰敗走的平氏軍，源氏在志度寺發動的志度合戰。
- 1603年：苏格兰国王詹姆士六世继承英格兰和爱尔兰王位，开启三个王国共主邦联的时代。
- 1603年：日本大名德川家康受冊封為征夷大將軍，正式建立江戶幕府。
- 1794年：波兰将领塔德乌什·柯斯丘什科发动柯斯丘什科起义，反抗俄罗斯和普鲁士瓜分领土。
- 1882年：德國微生物學家羅伯·柯霍向一群柏林醫師發表其發現的結核病病原體結核桿菌。
- 1900年：纽约地铁动土。

### 20世紀
- 1914年：英国代表亨利·麦克马洪自行划定藏印边界线“麦克马洪线”，中華民國政府始終堅決拒絕承認。
- 1921年：陈独秀在广东活动建立中國共產党。
- 1927年：英国和美国的军舰在中国国民革命军进入南京城后展开炮轰，造成數百人死傷。
- 1932年：由帝國航空公司經營的首班商業客運航班從檳城飛抵香港，標誌著啟德機場已進入開始提供公共運輸服務的新紀元。
- 1934年：《泰丁斯-麥克杜菲法案》生效，該法案規定菲律賓實施自治，並在十年後從美國獨立。
- 1939年：有「不沉的幸運艦」之稱的陽炎級驅逐8號艦雪風下水。二戰後轉交給中華民國當成賠款，並改名成「丹陽(DD-12)」，直至1971年被拆除。
- 1949年：中华全国民主妇女联合会成立。1957年，更名为中华全国妇女联合会。
- 1955年：中华人民共和国自己生产的第一只手表试制成功[1]
- 1964年：王室批准愛德華王子島省的《省旗法》，該法概述了省旗的設計。
- 1976年：阿根廷将领豪尔赫·魏德拉领导的军政府推翻总统伊莎贝尔·裴隆，并发动肮脏战争。
- 1980年：获第52届奥斯卡最佳影片奖等五项大奖。
- 1988年：上海匡巷站发生火车相撞事故，并造成旅客重大伤亡。日本高知县学艺高等学校（日语：高知学芸中学校・高等学校）修学旅行团不幸于这次车祸中死亡27人，伤37人（其中重伤8人），遇难者除领队体育教谕、劍道教士川添哲夫（日语：川添哲夫）外均为十六七岁的学生。[2]
- 1989年：阿拉斯加港灣漏油事件：油轮埃克森瓦代兹（英语：Exxon Valdez）号在驶出阿拉斯加瓦代兹港口后搁浅，四万吨原油流入威廉王子湾，污染了两千千米长的海岸。
- 1991年：台灣發生蘇建和案。
- 1993年：埃泽尔·魏茨曼當選以色列總統。
- 1993年：苏梅克－列维9号彗星被发现。
- 1994年：蘇聯前總統米哈伊爾·戈爾巴喬夫於中華民國立法院發表演說。
- 1994年：馬里奧·巴爾加斯·略薩獲任為西班牙皇家學院院士。
- 1997年：第八届全国人大第五次会议决定批准设立重庆直辖市。重庆直辖市设立后，其管辖的行政区域范围大了很多，差不多等于六分之一的四川省。[3]
- 1999年：北大西洋公约组织开始对南斯拉夫展开轰炸，这是其首次对主权国家发动军事攻击。
- 1999年：白山隧道火灾，造成39人死亡。

### 21世紀
- 2001年：苹果电脑推出Mac OS X。
- 2004年：中国内地的冯锦华、张立昆等16名民间保钓人士秘密出海保钓，并有七名成员首次成功登陆钓鱼岛。
- 2006年：由麥莉·希拉主演的《孟漢娜》首映。
- 2008年：2008年北京夏季奥运会聖火的取火儀式在古代奧林匹克運動會的發源地、希臘的奧林匹亞舉行，北京奥运会圣火传递活动开始。
- 2008年：不丹和平与繁荣党在国民议会选举中赢得多数席次，吉莫·廷礼成为首任民选首相。
- 2011年：2011年緬甸地震：缅甸当地时间3月24日晚8点25分（UTC+7），撣邦东部与泰国、老挝交界处发生里氏7.2级地震，震源深度20公里，造成严重的灾情。
- 2014年：台灣太陽花學運：凌晨行政院內外鎮暴警察驅逐侵佔行政院的示威者，示威者頑抗，造成嚴重的流血衝突，造成警民共180名掛彩送醫，包括醫療人員、立法委員。
- 2015年：GTA5PC版原定發行。
- 2015年：漢莎航空所屬德國之翼4U-9525號航班在法国南部上普羅旺斯阿爾卑斯省坠毁，机上144乘客及6名機組人員全部罹難。
- 2019年：雅加達地鐵通車。

## 出生
- 1103年：岳飞，南宋军事将领（1142年逝世）
- 1494年：格奥尔格·阿格里科拉，德国科学家，被誉为“矿物学之父”（1555年逝世）
- 1529年：龍造寺隆信，日本戰國時代大名（1584年逝世）
- 1681年：格奥尔格·菲利普·泰勒曼，德國作曲家（1767年逝世）
- 1697年：允禮，康熙帝第十七子，果親王（1738年逝世）
- 1808年：孝全成皇后，咸豐帝的生母（1840年逝世）
- 1820年：亚历山大·爱德蒙·贝克勒尔，法国物理学家（1891年逝世）
- 1834年：威廉·莫里斯，英国设计师、畫家 （1896年逝世）
- 1834年：約翰·威斯利·鮑威爾，美國地理學家（1902年逝世）
- 1838年：卡爾·奧托·馮·希門，德國植物學家（1910年逝世）
- 1838年：奕劻，清朝首任内阁总理大臣（1917年逝世）
- 1843年：瑪麗亞·安農齊亞塔，两西西里王国公主和奥地利大公妃（1871年逝世）
- 1855年：安德魯·威廉·梅隆，美國企業家、財政部長（1937年逝世）
- 1874年：哈利·胡迪尼，美国魔术师、脫逃術表演者（1926年逝世）
- 1893年：沃尔特·巴德，德国天文学家（1960年逝世）
- 1911年：約瑟·巴貝拉，美國動畫師、導演、電影製片、分鏡畫師兼卡通畫師（2006年逝世）
- 1924年：大衛·波爾文，立陶宛裔加拿大數學家（2021年逝世）
- 1930年：史提夫麥昆，美国演员（1980年逝世）
- 1930年：戴维·达科，中非政治人物，第1、3任中非共和國總統（2003年逝世）
- 1939年：威廉·胡貝爾茨，奧地利職業足球運動員（2022年逝世）
- 1947年：克莉絲汀·格雷瓜爾，美國政治人物
- 1948年：張聖容，美國華人數學家
- 1949年：，斯里蘭卡政治人物，第9任斯里蘭卡總統
- 1950年：曹查理，香港演員
- 1954年：拉斐爾·奧羅斯科·馬埃斯特雷，哥伦比亚歌手（1992年逝世）
- 1956年：史蒂芬·巴爾默，美國微軟公司前執行長
- 1956年：舒尤克·道馬什，匈牙利政治人物
- 1961年：小形滿，日本男性聲優
- 1964年：馬諾利斯·皮拉沃夫，烏克蘭政治人物（2025年逝世）
- 1965年：葛米星，新加坡演員
- 1966年：大橋薰，日本漫畫家
- 1966年：楠桂，日本漫畫家
- 1969年：郭李建夫，台灣職業棒球運動員
- 1969年：斯特凡·埃伯哈特，奧地利男子高山滑雪運動員
- 1969年：伊利爾·梅塔，阿爾巴尼亞政治人物，第7任阿爾巴尼亞總統
- 1972年：趙麗如，香港女新聞主播
- 1973年：丹下櫻，日本女性聲優
- 1974年：郟捷，中國電視節目主持人
- 1975年：阿尔宾·库尔蒂，科索沃政治人物，現任科索沃總理
- 1976年：郭一峰，台灣棒球選手
- 1976年：伊姆蘭·哈希米，印度男演员
- 1976年：培頓·曼寧，美國職業美式足球運動員
- 1977年：杰西卡·查斯坦，美国女演员
- 1977年：詹森·杜夫納，美国高爾夫球選手
- 1977年：馬雅舒，中國女演員
- 1978年：持田香織，日本歌手
- 1978年：劉子葱，香港男藝員
- 1982年：彭于晏，台灣演員
- 1982年：KENN，日本男性聲優
- 1983年：關楚耀，香港歌手
- 1984年：朴春，韓國女子偶像團體2NE1成員
- 1984年：克里斯·波什，美國職業籃球運動員
- 1985年：解婕翎，臺灣女藝人
- 1985年：綾瀨遙，日本女演員
- 1987年：艾怡良，台灣女歌手
- 1987年：麻美由真，日本AV女優
- 1987年：朴正民，韓國男演員
- 1987年：Nucksal，韓國饒舌歌手
- 1987年：吳昊澤，中國男演員
- 1988年：咬人貓，中國舞者
- 1988年：芬恩·瓊斯，英國男演員
- 1989年：夢然，中國女歌手
- 1990年：青木瑠璃子，日本女性聲優
- 1991年：鄭羽廷，臺灣女藝人， 新北國王專屬啦啦隊Queens隊長
- 1992年：陳澤希，中國男歌手
- 1993年：龍星涼，日本男藝人
- 1994年：郭瑋潔，中國女演員
- 1996年：森川彩香，日本女子偶像團體AKB48成員
- 1997年：名井南，韓國女子偶像團體TWICE成員
- 1999年：土路生優里，日本女子偶像團體STU48成員
- 1999年：王弘毅，中國男演員

## 逝世
- 1351年：高師直，日本南北朝時代武將（生年不詳）
- 1455年：教宗尼古拉五世，羅馬主教（1397年出生）
- 1563年：细川晴元，日本古代武将（1514年出生）
- 1602年：井伊直政，日本戰國時代武將（1561年出生）
- 1603年：伊丽莎白一世，英国女王（1533年出生）
- 1564年：萨缪尔·沙伊特，德国作曲家（1587年出生）
- 1776年：约翰·哈里森，英国著名钟表匠，经纬仪发明者（1693年出生）
- 1860年：井伊直弼，日本幕末譜代大名（1815年出生）
- 1869年：安东莞·亨利·约米尼，法国军事家（1779年出生）
- 1877年：約翰·福斯特·菲茨傑拉德，英國陸軍元帥（約1785年出生）
- 1882年：亨利·沃兹沃思·朗费罗，美国作家（1807年出生）
- 1887年：伊凡·克拉姆斯柯依，俄国画家、艺术评论家（1837年出生）
- 1893年：埃利奥特·菲奇·谢泼德，美國律師、銀行家（1833年出生）
- 1905年：朱爾·凡爾納，法國小說家、劇作家、詩人，被譽為「科幻小說之父」（1828年出生）
- 1909年：約翰·米林頓·辛格，愛爾蘭詩人、散文家（1871年出生）
- 1915年：卡罗尔·奥兹斯基（英语：Karol Olszewski），波兰物理学家（1846年出生）
- 1918年：程連蘇，美國魔術師（1861年出生）
- 1926年：潘周桢，越南革命家（1872年出生）
- 1932年：梶井基次郎，日本小說家（1901年出生）
- 1950年：哈羅德·拉斯基，英國政治理論家、經濟學家（1893年出生）
- 1953年：特克的瑪麗，英國皇后，英王喬治五世妻子（1867年出生）
- 1957年：羽鳥重郎，日本醫學家（1871年出生）
- 1962年：奧居斯特·皮卡爾，瑞士物理學家、發明家、探險家（1884年出生）
- 1969年：約瑟夫·卡薩武布，剛果政治人物，首任剛果民主共和國總統（1915年出生）
- 1976年：伯納德·蒙哥馬利，英国军事家、陆军元帅（1887年出生）
- 1990年：王安，美国王安电脑公司创始人（1920年出生）
- 1993年：黃千歲，香港演员（1914年出生）
- 1995年：李约瑟，英国科技史学家、生物化学家（1900年出生）
- 1980年：罗梅罗大主教，萨尔瓦多大主教，人权运动家（1917年出生）[4]
- 2006年：羅曼菲，台灣舞蹈家（1955年出生）
- 2006年：梁耀祖，前香港中西區區議員，香港民主黨成員，律師（1974年出生）
- 2008年：理查德·威德马克，美國男演員、製片人（1914年出生）
- 2016年：约翰·克鲁伊夫，荷蘭職業足球運動員、教練（1947年出生）
- 2021年：田中邦衛，日本男演員（1932年出生）
- 2021年：古賀稔彥，日本男子柔道運動員（1967年出生）
- 2023年：高登·摩爾，美國企業家、工程師，英特爾共同創辦人（1929年出生）
- 2025年：郭瑤琪，臺灣政治人物（1956年出生）

## 节假日和习俗
- 世界结核病日[5]
- 联合国：了解严重侵犯人权行为真相权利和维护受害者尊严国际日[4][6][7]
- 阿根廷：真相與正義紀念日
- 乌干达：全国植树节
- 日本：檸檬忌；迷你四驅日